# Yoon Mi-rae
Yoon Mi-rae (hangul: 윤미래), född 31 maj 1981 i Fort Hood, är en amerikansk-sydkoreansk sångerska och rappare.
Hennes debutalbum As Time Goes By släpptes den 10 september 2001.

## Diskografi

### Album
| Albuminformation                                          | Topplacering          |
| Albuminformation                                          | Sydkorea (Gaon Chart) |
| --------------------------------------------------------- | --------------------- |
| As Time Goes By (Studioalbum) - Släppt: 10 september 2001 | —                     |
| Gemini (Studioalbum) - Släppt: 4 maj 2002                 | —                     |
| To My Love (Studioalbum) - Släppt: 5 december 2002        | —                     |
| T Best (Studioalbum) - Släppt: 25 april 2003              | —                     |
| T3 - Yoon Mi-rae (Studioalbum) - Släppt: 24 februari 2007 | —                     |

### Soundtrack
| År   | Titel                                 | Topplacering          | Drama                      |
| År   | Titel                                 | Sydkorea (Gaon Chart) | Drama                      |
| ---- | ------------------------------------- | --------------------- | -------------------------- |
| 2013 | "Touch Love"                          | —                     | Master's Sun               |
| 2014 | "I Love You"                          | —                     | It's Okay, That's Love     |
| 2014 | "I'll Listen to What You Have to Say" | —                     | Who Are You: School 2015   |
| 2016 | "Always"                              | —                     | Descendants of the Sun     |
| 2016 | "A World That Is You"                 | —                     | The Legend of the Blue Sea |